# Nicaraguasøen
Nicaraguasøen (lokalt navn: "Cocibolga", spansk: "Lago de Nicaragua") er en stor ferskvandssø i Mellemamerika i det sydlige Nicaragua.
I Nicaragua kalder de den Cocibolga, som betyder "det ferske hav". Den har nemlig alt hvad der skal til for at være et hav, med undtagelse af saltvand. Man kan ikke se den ene kyst fra den anden, søen har bølger og store øgrupper, som Ometempe- og Solentiname-øerne. Den har også verdens eneste art at ferskvandshajer. Og som ethvert andet hav har den kraftige storme og er farlig at krydse i en sådan en storm. Søen er forbundet med det Caribiske Hav via den sejlbare flod San Juan, historisk set er byen Granada ved søens bred faktisk en havn ved Atlanterhavet. Søen har endda en historie med caribiske pirater.
11°37′N 85°21′V / 11.617°N 85.350°V
|  | Infoboks uden skabelon Denne artikel har en infoboks dannet af en tabel eller tilsvarende. |